# Distretto di Hamamözü
Il distretto di Hamamözü (in turco Hamamözü ilçesi) è uno dei distretti della provincia di Amasya, in Turchia.